# أونه كرون
أونه كرون (بالفنلندية: Aune Krohn)‏ هي مترجمة فنلندية، ولدت في 6 مارس 1881 في هلسنكي في فنلندا، وتوفيت في 16 يناير 1967 في Hattula ‏ في فنلندا.

## وصلات خارجية
- أونه كرون على موقع ميوزك برينز (الإنجليزية)